# Бинџовање
Бинџовање или маратонско гледање представља упражњавање вишесатног непрекидног гледања телевизијског програма. Према истраживању које је Нетфликс објавио у фебруару 2014. године, 73% људи дефинише бинџовање као „гледање од  две до шест и више епизода исте ТВ емисије/серије заредом". Према истраживањима, да ли се нешто може назвати бинџовањем или не, зависи од  контекста и садржаја ТВ емисије.
Бинџовање као културни феномен постало је популарно упоредо са појавом  медијских стриминг сервиса као што су Нетфликс, Амазон видео и Хулу преко којих гледалац може гледати телевизијске емисије и филмове на захтев.  По Нетфликсовом истраживању, 61% учесника анкете рекло је  да редовно бинџује. Скорија истраживања заснована на анализама података о услугама гледања на захтев, показују да  преко 64% клијената  главних америчких провајдера видео стриминга бар једном у току године бинџује.

## Историја
Употреба речи популаризована је уз појаву услуга гледања на захтев и онлајн стриминга. У 2013. години реч је ушла у ширу употребу када је Нетфликс објавио више епизода једне серије у истом тренутку.
У новембру 2015. Колинсов речник енглеског језика изабрао је реч бинџовање за реч године.

## Културни утицај
Глумац Кевин Спејси  2013. тврдио је да ће висококвалитетне приче задржавати пажњу публике сатима. „Ако публика жели да се забави, онда би требало да је пустимо". Осим тога тврдио је да овакав концепт може смањити и пиратерију, мада милиони још увек илегално преузимају  садржаје са мреже. Комплексне, квалитетне ТВ серије „као што су  Жица и Чиста хемија, које се бинџују, могу се поредити са  читањем  више од једног поглавља романа у једној сесији,  док неки на то гледају као" паметан, контемплативан начин "гледања телевизије.
Честа су упозорења да бинџовање еродира „друштвену вредност" телевизије пошто гледалац  има мање могућности да предвиди будуће епизоде и разговара са пријатељима.
Истраживање спроведено на Универзитету Тексас у Остину открило је да гледање телевизије корелира са депресијом, усамљеношћу  и гојазношћу. „Иако неки људи тврде да бинџовање представља безопасну зависност, закључци нашег истраживања указују на то да га више не треба посматрати на овај начин", закључују аутори.
Нека истраживања говоре да  већина гледалаца има амбивалентан однос са новонасталим техно-културним понашањем. Све ове промене мењају до сада познату телевизијску културу.